# كعكة لسعة النحل
كعكة لسعة النحل أو كعكة القشدة باللوز (بالألمانية: Bienenstich) هي كعكة حلوى ألمانية مصنوعة من عجينة الخميرة الحلوة مع طبقة مخبوزة من اللوز بالكراميل ومليئة بكسترد الونيلية أو الزبدة أو القشدة. تعود أقدم الوصفات الألمانية والسويسرية للكعكة إلى بداية القرن العشرين. كانت حشوة قشدة اللبن والكَسترد تتطلب تخزينًا باردًا ولم يكن في متناول معظم الأسر في القرون السابقة.
يستشهد أحد مصادر أصلها بأسطورة الخبازين الألمان من القرن الخامس عشر الذين قاموا بإلقاء خلايا النحل على المغيرين من قرية مجاورة ونجحوا في صدهم واحتفلوا لاحقًا بخبز مثل هذه الكعكة، لذلك سميت بما فعلوه.
أساس هذه الكعكة هو عجينة الخميرة الحلوة والتي تُرق بثخن الإصبع على طبق الخبز. يوضع قبل الخبز طبقة السكر المعقود أو العسل والدهون والقشدة وشرائح اللوز. يجب وضع هذه الطبقة فاترة أو ساخنة وإلا فلن تكون قابلة الانتشار. تقسم الكعكة بعد الخبز والتبريد أفقيًا.